# Dschoint Ventschr
Dschoint Ventschr Filmproduktion AG ist eine 1987 gegründete Filmproduktionsgesellschaft mit Sitz in Zürich (Schweiz), die Spiel- und Dokumentarfilme aus den Themenbereichen Cross Culture, Politik und Gesellschaft produziert. Sie wird seit 1994 von den Filmemachern Samir und Werner Schweizer sowie der Produzentin Karin Koch geleitet.
Mit einer Jahresproduktion von ein bis zwei Kino-Spielfilmen und mehreren Dokumentarfilmen hat Dschoint Ventschr seit 1994 über 100 Werke produziert. Die meisten sind als internationale Koproduktionen entstanden, oft mit Fernsehanstalten wie Arte, 3sat, WDR, ZDF, SWR, RTBF und SF DRS.

## Produktionen
- 1988: Filou (Samir)
- 1991: Daedalus (Pepe Danquart)
- 1993: Babylon 2 (Samir)
- 1996: Honig und Asche (Nadia Fares)
- 1996: Noel Field – Der erfundene Spion (Werner Schweizer)
- 1997: Clandestins (Nicolas Wadimoff, Denis Chouinard)
- 1998: Pastry, Pain & Politics (Stina Werenfels)
- 1999: Viehjud Levi (Didi Danquart)
- 2001: Do it (Sabine Gisiger, Marcel Zwingli)
- 2002: Epsteins Nacht (Urs Egger)
- 2002: Forget Baghdad (Samir)
- 2002: Von Werra (Werner Schweizer)
- 2003: Little Girl Blue (Anna Luif)
- 2003: Tarifa Traffic (Joakim Demmer)
- 2004: Strähl (Manuel Flurin Hendry)
- 2004: Stratosphere Girl (Matthias X. Oberg)
- 2005: Snow White (Samir)
- 2005: Tod eines Keilers (Der Keiler) (Urs Egger)
- 2006: Das Fräulein (Andrea Staka)
- 2006: Nachbeben (Stina Werenfels)
- 2006: Slumming (Michael Glawogger)
- 2007: Bhüet di Gott (Marcel Zwingli)
- 2008: Hidden Heart (Werner Schweizer)
- 2008: Nur ein Sommer (Tamara Staudt)
- 2009: Räuberinnen (Carla Lia Monti)
- 2010: Jung und jenisch (Martina Rieder, Karoline Arn)
- 2011: Mord hinterm Vorhang (Sabine Boss)
- 2011: Silberwald (Christine Repond)
- 2013: Die schwarzen Brüder (Xavier Koller), Verfilmung von "Die schwarzen Brüder" von Lisa Tetzner und Kurt Held
- 2013: Verliebte Feinde (Werner Schweizer)
- 2014: Dawn (Romed Wyder)
- 2014: Iraqi Odyssey (Samir)
- 2015: Polder – Tokyo Heidi (Samuel Schwarz, Julian M. Grünthal)
- 2015: Dora oder die sexuellen Neurosen unserer Eltern (Stina Werenfels)
- 2015: Das dunkle Gen (Miriam Jakobs, Gerhard Schick)
- 2015: Verdacht (Sabine Boss)
- 2016: Stille Reserven (Valentin Hitz)
- 2016: OFFSHORE – Elmer und das Bankgeheimnis (Werner Schweizer)
- 2017: unerhört jenisch (Martina Rieder, Karoline Arn), Musikdokumentarfilm mit Musik u. a. von Stephan Eicher
- 2017: Willkommen in der Schweiz (Sabine Gisiger)
- 2017: Vakuum (Christine Repond)
- 2017: 1917 – Der wahre Oktober (Katrin Rothe)
- 2017: Go Home (Jihane Chouaib)
- 2018: Chris the Swiss (Anja Kofmel)
- 2019: Baghdad in my Shadow (Samir)
- 2019: Das Forum (Marcus Vetter)
- 2020: Shalom Allah (David Vogel)
- 2020: Von Fischen und Menschen (Stefanie Klemm)
- 2020: The Saint of the Impossible (Marc Raymond Wilkins)
- 2020: Der Ast, auf dem ich sitze (Luzia Schmid)
- 2020: Radiograph of a Family (Firouzeh Khosrovani)
- 2021: Dida (Corina Schwingruber Ilić, Nikola Ilić)
- 2021: Pushing Boundaries (Lesia Kordonets)
- 2022: Erica Jong – Breaking the Wall (Kaspar Kasics)
- 2023: I Giacometti (Susanna Fanzun)
- 2023: The Mies van der Rohes (Sabine Gisiger)
- 2023: Johnny & Me – Eine Zeitreise mit John Heartfield (Katrin Rothe)
- 2023: Peripheric Love (Luc Walpoth)
- 2024: Milchzähne (Sophia Bösch), nach dem Roman "Milchzähne" von Helene Bukowski
- 2024: La scomparsa di Bruno Breguet (Olmo Cerri)
- 2024: Operation Silence – Die Affäre Flükiger (Werner Schweizer)
- 2024: Die wundersame Verwandlung der Arbeiterklasse in Ausländer (Samir)
- 2024: Traces of Responsibility (Anja Reiss, Jann Anderegg), interaktiver Dokumentarfilm
- 2024: Jelmoli – Biografie eines Warenhauses (Sabine Gisiger)
- 2024: Bagger Drama (Piet Baumgartner)
- 2025: Suspekt (Christian Labhart)